# Samuel Frey (Politiker)
Samuel Frey (* 20. November 1820 in Gontenschwil; † 29. Januar 1905 ebenda) war ein Schweizer Richter und Politiker. Von 1852 bis 1863 vertrat er den Kanton Aargau im Nationalrat.

## Biografie
Samuel Freys gleichnamiger Vater war Gemeindeammann von Gontenschwil und Bezirksrichter. Der Sohn absolvierte die Kantonsschule in Aarau, wo er auch dem Schweizerischen Zofingerverein beitrat. Anschliessend studierte er Recht an der Ruprecht-Karls-Universität in Heidelberg. Nachdem er 1843 promoviert hatte, war er zunächst drei Jahre lang als Rechtsanwalt tätig. 1846 wurde er zum Bezirksrichter des Bezirks Kulm. Frey präsidierte ab 1850 das Bezirksgericht, bis zur Wahl ins Aargauer Obergericht im Jahr 1852.
Oberrichter blieb Frey bis 1899, wobei er in den Jahren 1856–1858 und 1866–1887 das Amt des Obergerichtspräsidenten innehatte. Zusätzlich war er von 1860 bis 1869 Vorsitzender des aargauischen Geschworenengerichts, für dessen Einführung er sich auf politischer Ebene eingesetzt hatte. In der Schweizer Armee hatte er den Rang eines Hauptmanns und war von 1853 bis 1861 als Stabsauditor tätig. Frey galt als hervorragender Jurist und Kenner des römischen Rechts. Seine Fähigkeiten setzte er viele Jahre als Präsident der obergerichtlichen Kommission für die Prüfung und Patentierung der Anwälte ein. Ausserdem war er von 1849 bis 1861 Mitglied des reformierten Kirchenrates des Kantons Aargau.
Freys politische Karriere begann 1846 mit der Wahl in den Aargauer Grossen Rat, dem er bis 1852 angehörte und den er in seinem letzten Amtsjahr präsidierte. 1849 wurde er von seinen Grossratskollegen zum Ständerat gewählt, doch er lehnte diese Wahl ab. Hingegen gehörte er von 1849 bis 1851 dem Verfassungsrat an, der eine neue Kantonsverfassung ausarbeitete. Er trat als Vertreter der gemässigten Liberalen zu den Nationalratswahlen 1851 an und wurde im Wahlkreis Aargau-Südwest gewählt, jedoch konnte er sich erst im dritten Wahlgang durchsetzen. In der Folge gelang ihm dreimal die Wiederwahl, 1863 trat er als Nationalrat zurück. Politisch trat er nochmals in den Jahren 1884/85 in Erscheinung, als er zum zweiten Mal dem Verfassungsrat angehörte.